# Hans Hütt
Hans Hütt (* 1953) ist ein deutscher Journalist und Autor.

## Leben und Arbeit
Hütt wuchs am Niederrhein auf. Nach dem Abitur lebte er 1972 längere Zeit in einem Kibbutz in der Nähe von Chadera, Israel. Ab 1974 studierte er Politikwissenschaft, Musikwissenschaft, Psychologie, Empirische Kulturwissenschaft, Vergleichende Literaturwissenschaften und Religionswissenschaft in Tübingen und Berlin.
Von 1978 bis 1981 übernahm Hütt zusammen mit Egmont Fassbinder die Leitung des Verlags rosa Winkel in Berlin. Unter seinem Lektorat entstanden Werke von Wolfgang Müller, Walter Foelske sowie verschiedene Essaysammlungen, z. B. Elemente einer homosexuellen Kritik und Drei Milliarden Perverse, beide aus dem Französischen übersetzt und publiziert von Bernhard Dieckmann und François Pescatore.
Im Jahr 1987 war er Mitbegründer von Radio 100 in Berlin. Sein Sendeplatz hieß Nachtflug und versammelte zahlreiche Autoren aus West- und Ostberlin. Im gleichen Jahr betreute er im Auftrag der Berliner Festwochen als freier Dramaturg die Produktion Lost in the Stars & Stripes von Alan Marks, Sona MacDonald und Udo Samel, die im September im Hebbel-Theater uraufgeführt wurde. Im darauffolgenden Jahr schrieb Hütt für den Frankfurter Bund für Volksbildung das Lesebuch Dieser verspätete Schrei zum 50. Jahrestag der November-Pogrome.
1989 stellte Hütt für den Koordinierungsrat der Gesellschaften für christlich-jüdischen Zusammenarbeit eine Ausstellung über dessen Gründungsgeschichte zusammen, die im Kurhaus Bad Nauheim und später im Gropius-Bau in Berlin gezeigt wurde.
Von 1990 bis 1996 arbeitete Hütt als strategischer Berater für Kommunikationsagenturen in Frankfurt am Main und London. Von 1996 bis 1999 war er Geschäftsführer der Schader-Stiftung in Darmstadt.
Er arbeitet unter anderem für die FAZ, die Süddeutsche Zeitung, den Freitag, die taz, das Kursbuch sowie für Zeit online. Als Mitglied des Gründungsteams schrieb er für die Krautreporter in den Jahren 2014/2015 unter anderem zusammen mit der argentinischen Zeichnerin Josefina Capelle die Graphic Novel Kynästhesie, die von fünf traumatisierten Hunden erzählt, die als Spürhunde gearbeitet haben und sich nun in der Obhut eines menschlichen Therapeuten befinden. Für die FAZ schrieb er von 2017 bis 2019 Kritiken zu TV-Talkshows. Im Wahljahr 2021 schrieb er in der Süddeutschen Zeitung eine Serie über die Sprache der Wahlprogramme.
Für seinen Text Angst vor der Gleichheit erhielt Hütt 2014 den Michael-Althen-Preis. 2019 veröffentlichte Hütt vier Bücher zu Wörtern der 1950er bis 1980er Jahre.

## Auszeichnungen
- Michael-Althen-Preis 2014

## Veröffentlichungen und Übersetzungen

### Veröffentlichungen
- (Hrsg.): Dieser verspätete Schrei. Ein Lesebuch. Frankfurter Bund für Volksbildung, Frankfurt am Main 1988, ISBN 978-3-927269-08-8
- Reden schreiben ist eine Kunst. Eine Anleitung für Stiftungen. Stiftung-&-Sponsoring, Verl 2011
- Die 50er. Ein Jahrzehnt in Wörtern, Dudenverlag, Berlin 2019, ISBN 978-3-411-74242-4
- Die 60er. Ein Jahrzehnt in Wörtern, Dudenverlag, Berlin 2019, ISBN 978-3-411-74243-1
- Die 70er. Ein Jahrzehnt in Wörtern, Dudenverlag, Berlin 2019, ISBN 978-3-411-74244-8
- Die 80er. Ein Jahrzehnt in Wörtern, Dudenverlag, Berlin 2019, ISBN 978-3-411-74245-5
- Wilde Jahre, kühne Träume: Sprache im Wandel der Zeit, Dudenverlag, Berlin 2020, ISBN 978-3-411-75493-9

### Übersetzungen
- Edward Limonow, Der kleine Dreckskerl, P.S. Verlag Peter Selinka 1989, ISBN 978-3-926532-20-6 (aus dem Französischen)
- Jules Verne, Schwarz-Indien, Dt. Bücherbund 1991 (aus dem Französischen)